# Lemeting
Le lemeting (ou meting) est une langue austronésienne parlée en Malaisie, dans l'État de Sarawak. La langue appartient à la branche malayo-polynésienne des langues austronésiennes.
La langue est éteinte. 

## Les Lemeting
Les Lemeting n'existent plus en tant que population distincte. Ils se sont assimilés aux Belait. Hughes-Hallett, en 1938, rapporte que les Belait sont constitués de deux éléments, les Orang Belait et les Meting, venus de la rivière Lemeting, au Sarawak.
La langue est connue par un vocabulaire relevé par Ray en 1899 et publié en 1913.

## Classification
Le lemeting est classé par Blust dans les langues bas-baram, un sous-groupe des langues malayo-polynésiennes occidentales qui fait partie des langues sarawak du Nord. Celles-ci sont incluses dans les langues bornéo du Nord. Il est plus particulièrement proche du kiput.

## Vocabulaire
Exemples du vocabulaire de base du lemeting, dans l'orthographe de Ray :
| français | lemeting | Prononciation |
| -------- | -------- | ------------- |
| deux     | deve     |               |
| cinq     | lima     |               |
| six      | nam      |               |
| pierre   | batau    |               |
| dent     | nipan    |               |
| fleur    | urĕk     |               |
| lac      | danieu   |               |
| feuille  | dahon    |               |

## Sources
- (en) Blust, Robert, Low Vowel Fronting in Northern Sarawak, Oceanic Linguistics, 39:2, pp. 285-319, 2000.
- (en) Blust, Robert, A Short Morphology, Phonology and Vocabulary of Kiput, Sarawak, Pacific Linguistics, Research School of Pacific and Asian Studies, Canberra, The Australian National University, 2003,  (ISBN 0858835363)
- (en) Martin, Peter W., Who Are the Belait? An Ethnolinguistic Inquiry, Language and Oral Traditions in Borneo. Selected Papers from the First Extraordinary Conference of The Borneo Reasearch Council, Kuching, Sarawak, Malaysia, August 4-9, 1990, pp. 141-174, Williamsburg, Borneo Research Council, 1990,  (ISBN 0962956864)